# Euklides
Euklides z Aleksandrii (stgr. Εὐκλείδης, Eukleides, ur. ok. 365 p.n.e., zm. ok. 270 p.n.e.) – grecki matematyk przez większość życia działający w Aleksandrii, autor Elementów (stgr. Στοιχεῖα, Stoicheia), jednego z najsłynniejszych dzieł matematycznych w historii.

## Życie
O życiu Euklidesa prawie nic nie wiadomo. Jego imię jest znane z tylko jednego źródła – z powstałego 7 stuleci później komentarza Proklosa do I księgi Elementów; inni określali go jako „autor Stoicheia”. Proklos stwierdził, że Euklides był trochę młodszy od uczniów Platona, a starszy od Eratostenesa i Archimedesa. Napisał też, że Euklides prawdopodobnie kształcił się w Atenach, bowiem ze szkoły Platona wyszła większość geometrów, od których jedynie mógł posiąść taką wiedzę.

## ElementyEuklidesa
Głównym dziełem Euklidesa są Elementy. Było to aksjomatyczne ujęcie geometrii, które dotrwało w niezmienionej postaci jako kanon geometrii aż do XIX wieku (w niektórych krajach było używane jako podręcznik geometrii aż do XX wieku). Jak pisał Proklos, Euklides zebrał w całość i uporządkował (w księgach V i XII) wiele odkryć Eudoksosa z Knidos, uzupełnił wyniki Teajteta (w księgach X i XIII) oraz dostarczył niezbitych dowodów twierdzeń, które nie były przedtem ściśle uzasadnione przez jego poprzedników. Usystematyzował i nadał jednolitą postać podstawowej części ówczesnej wiedzy z geometrii płaskiej, przestrzennej i arytmetyki. To, że na początku każdej księgi podane są definicje, odpowiadało stanowisku Arystotelesa, że naukę dedukcyjną należy rozpoczynać od podania definicji i aksjomatów.
Proklos wyróżnił w Elementach konstrukcje i twierdzenia. Każda konstrukcja i każde twierdzenie przedstawione jest w sześciu krokach: (1) teza, (2) rysunek diagramu i ustalenie oznaczeń, (3) powtórzona teza z oznaczeniami, (4) zasadnicza część konstrukcji bądź dowodu, (5) uzasadnienie (tezy lub poprawności konstrukcji), (6) powtórzona teza (konstrukcje kończą się zwrotem: co było do wykonania, a twierdzenia zwrotem: co było do okazania).
Euklides starał się nadać swemu dziełu (zapewne pod wpływem Platona) charakter statyczny. W ukrytej formie pojawiają się tam jednak ruchy: przemieszczanie na płaszczyźnie, obroty przy kuli, walcu i stożku. W całym dziele widoczne jest też maksymalne dążenie do ścisłości. Jednakże zasady dedukcji określone zostały nie tylko przez podanie definicji i aksjomatów, ale też – w ukrytej formie – przez przykłady rozumowań, poczynając od pierwszej konstrukcji trójkąta równobocznego.
U Euklidesa nie było żadnej wersji aksjomatu ciągłości dla linii prostej, np. takiego jak u Dedekinda. Oryginalny system aksjomatyczny Euklidesa dopuszcza model przeliczalny w układzie kartezjańskim, gdy obie współrzędne {\displaystyle (x,y)} każdego punktu należą do ciała pitagorejskiego, tj. najmniejszego zbioru {\displaystyle P} liczb rzeczywistych zawierającego liczby wymierne, zamkniętego ze względu na cztery działania arytmetyczne i takiego, że jest w nim rozwiązalne każde równanie postaci {\displaystyle x^{2}=a^{2}+b^{2}} przy {\displaystyle a,b\in P;} jest to zbiór przeliczalny i da się w nim rozwiązać każde równanie kwadratowe o współczynnikach z tego ciała, a więc w modelu tym wykonalne są wszystkie konstrukcje Euklidesa (dotyczące zawsze tylko prostych i okręgów).
W sposobie rozumowania Euklidesa prezentowanym w Elementach istotną rolę odgrywa specyficzne greckie użycie diagramów.

## Inne dzieła Euklidesa
Zachowało się dzieło Euklidesa z optyki, oparte na podzielanym przez pewnych greckich uczonych poglądzie, że widzenie polega na wysyłaniu promieni przez oko. Opisał on odbicia w zwierciadłach płaskich i sferycznych wklęsłych. Zajmował się też perspektywą, a mianowicie pozornym zmniejszaniem obrazu przy oddalaniu obiektu oraz obrazem stożków i walców przy patrzeniu z ukosa. Nie ocalało jednak jego dzieło o krzywych stożkowych.